# Colton James
Colton James (* 22. Februar 1988) ist ein US-amerikanischer Schauspieler.

## Karriere
Seinen ersten Auftritt im Fernsehen hatte James 1997 in einer Episode der Serie NewsRadio. Im gleichen Jahr spielte er in Vergessene Welt: Jurassic Park die Rolle des Benjamin. Es folgten weitere Rollen in Filmen, z. B. Austin Powers – Spion in geheimer Missionarsstellung sowie zahlreiche Gastauftritte in bekannten Fernsehserien, z. B. Seinfeld, Für alle Fälle Amy und Without a Trace – Spurlos verschwunden. 2006/2007 war James in Eine himmlische Familie als T-Bone in einer wiederkehrenden Rolle zu sehen.

## Filmografie
- 1997: NewsRadio (NewsRadio) als Bills Sohn
- 1997: Vergessene Welt: Jurassic Park (The Lost World: Jurassic Park) als Benjamin
- 1997: Seinfeld als Jimmy
- 1998: Profiler (Profiler) als Junger Schulte
- 1999: Austin Powers – Spion in geheimer Missionarsstellung (Austin Powers: The Spy Who Shagged Me)
- 2000: Akte X – Die unheimlichen Fälle des FBI (The X-Files) als Josh Underwood
- 2001: Titus (Titus) als Roy
- 2002: Emergency Room – Die Notaufnahme (ER) als Mickey
- 2002: Without a Trace – Spurlos verschwunden (Without a Trace) als Leo
- 2002: Still Standing (Still Standing) als Alex
- 2003: CSI: Den Tätern auf der Spur (CSI: Crime Scene Investigation) als Charlie Easton
- 2003: Für alle Fälle Amy (Judging Amy) als Jacob Foster
- 2005: Six Feet Under – Gestorben wird immer (Six Feet Under) als Josh Feldman
- 2006: Dexter
- 2006–2007: Eine himmlische Familie (7th Heaven) als T-Bone
- 2010: Supernatural (Supernatural) als Gary (Staffel 5, Folge 12)